# Campeonato europeo de hockey sobre patines masculino de 1987
El XXXVIII Campeonato europeo de hockey sobre patines masculino de 1987 se celebró en Oviedo (España) del 26 de abril al 2 de mayo de 1987. Fue organizado por el Comité Europeo de Hockey sobre Patines. La selección de Portugal ganó su decimosexto título.

## Equipos participantes
|              |
| Alemania     |
| Bélgica      |
| España       |
| Francia      |
| Inglaterra   |
| Italia       |
| Países Bajos |
| Portugal     |
| Suiza        |

## Resultados
|              | Bandera de Francia | Bandera de Bélgica | Bandera de Inglaterra | Bandera de Suiza | Bandera de los Países Bajos | Bandera de Alemania | Bandera de Italia | Bandera de España | Bandera de Portugal |
| ------------ | ------------------ | ------------------ | --------------------- | ---------------- | --------------------------- | ------------------- | ----------------- | ----------------- | ------------------- |
| Francia      |                    |                    |                       |                  |                             |                     |                   |                   |                     |
| Bélgica      | 4-1                |                    |                       |                  |                             |                     |                   |                   |                     |
| Inglaterra   | 1-1                | 3-3                |                       |                  |                             |                     |                   |                   |                     |
| Suiza        | 3-3                | 6-0                | 1-4                   |                  |                             |                     |                   |                   |                     |
| Países Bajos | 7-3                | 6-3                | 3-0                   | 4-6              |                             |                     |                   |                   |                     |
| Alemania     | 8-2                | 4-0                | 5-2                   | 2-1              | 4-2                         |                     |                   |                   |                     |
| Italia       | 13-0               | 11-2               | 10-0                  | 4-1              | 16-2                        | 6-4                 |                   |                   |                     |
| España       | 14-1               | 16-1               | 11-0                  | 11-1             | 11-0                        | 4-3                 | 4-1               |                   |                     |
| Portugal     | 9-2                | 12-1               | 14-2                  | 5-2              | 11-3                        | 4-2                 | 4-2               | 2-1               |                     |

## Clasificación
| Equipo       | Pts | PJ | PG | PE | PP | GF | GC | DG  |
| ------------ | --- | -- | -- | -- | -- | -- | -- | --- |
| Portugal     | 16  | 8  | 8  | 0  | 0  | 61 | 15 | +46 |
| España       | 14  | 8  | 7  | 0  | 1  | 72 | 9  | +63 |
| Italia       | 12  | 8  | 6  | 0  | 2  | 63 | 17 | +46 |
| Alemania     | 10  | 8  | 5  | 0  | 3  | 32 | 21 | +11 |
| Países Bajos | 6   | 8  | 3  | 0  | 5  | 27 | 54 | -27 |
| Suiza        | 5   | 8  | 2  | 1  | 5  | 21 | 33 | -12 |
| Inglaterra   | 4   | 8  | 1  | 2  | 5  | 12 | 48 | -36 |
| Bélgica      | 3   | 8  | 1  | 1  | 6  | 14 | 59 | -45 |
| Francia      | 2   | 8  | 0  | 2  | 6  | 13 | 59 | -46 |